# Sahia Film
Sahia Film (sau Sahia-Film) este un studio de film din România înființat la 1 decembrie 1952, când societatea de stat Romfilm și-a schimbat denumirea și a devenit Studioul Cinematografic Alexandru Sahia. Are sediul social în București, Bd. Aviatorilor, nr.106,  Sector 1.

## Istoric
Înainte de decembrie 1989 a fost singurul studio producător de film documentar din România.
În 1971, Centrul Național al Cinematografiei s-a transformat în Centrala “România-Film” cu Direcția Rețelei Cinematografice, Difuzării Filmelor (D.R.C.D.F.), Casele de Filme 1,  3, 4, 5, iar Centrul de Producție Cinematografică „București” a preluat și Studioul Cinematografic Alexandru Sahia, Studioul Animafilm și Studioul Ion Creangă.
Studioul a fost condus de directorii Aristide Moldovan (1954-1988), Decebal Mitulescu (1988-1990), Copel Moscu (1990-1991), Mircea Moldovan (1991-1993), Luiza Ciolac (1993-1995), Mircea Hamza (mai 1995 - mai 1997), Mihai Constantinescu (1997-2000), Grigore Florescu (2000-2002), Ioan Cărmăzan (2003-2004), Marcel Iurașcu (din 2004). 
Prin Hotărârea nr. 486/1991, la data de 29.07.1991 a fost înființată Regia autonomă „Studioul cinematografic Sahia-Film”
Prin Hotărârea nr. 1268/1996, la data de 02.12.1996 Regia autonomă „Studioul cinematografic Sahia-Film” , din subordinea Secretariatului General al Guvernului, a fost transformată în societate comercială.
Sahia-Film funcționează din 2003 în subordinea Ministerului Culturii, prin transfer de la Centrul Național al Cinematografiei.
Până în 2005 a fost condus de Ioan Cărmăzan, după care a studioul a fost preluat de Marius Cătălin Iurașcu.
În anul 2006, toată arhiva Sahia Film a trecut la Arhiva Națională de Filme.
Din 30 aprilie 2014 Studioul Cinematografic Sahia Film SA operează ca subsidiară a S.C. Studioul Cinematografic Animafilm S.A.